# Hemionitis incisa
Hemionitis incisa là một loài dương xỉ trong họ Pteridaceae. Loài này được Blanco mô tả khoa học đầu tiên năm 1837.
Danh pháp khoa học của loài này chưa được làm sáng tỏ. 